# Liste der denkmalgeschützten Objekte in Hollersbach im Pinzgau
Die Liste der denkmalgeschützten Objekte in Hollersbach im Pinzgau enthält die denkmalgeschützten, unbeweglichen Objekte der Gemeinde Hollersbach im Pinzgau.

## Denkmäler
| Foto |                 | Denkmal                                                                   | Standort                                | Beschreibung | Metadaten |
| ---- | --------------- | ------------------------------------------------------------------------- | --------------------------------------- | --- | --- |
| ja   | Datei hochladen | Kath. Pfarrkirche hl. Vitus und Friedhof HERIS-ID: 52824 Objekt-ID: 60486 | Hollersbach Standort KG: Hollersbach    | Bereits 1359 wird eine Stiftung an die Hollersbacher Kirche urkundlich erwähnt. Daraus lässt sich schließen, dass eine Kirche bereits früher bestanden hat. 1891 befand der Pfarrer Marin Buchner die Kirche als zu klein, zu armselig und unwürdig. Nach den Plänen eines Baumeisters Ferdinand Ranggetiner in Mittersill wurde 1892/93 eine neue Kirche errichtet. 1900 wurde der alte Turm abgerissen und durch einen neuen, den jetzigen, ersetzt. | BDA-Hist.: Q38054423 Status: § 2a Stand der BDA-Liste: 2025-06-30 Name: Kath. Pfarrkirche hl. Vitus und Friedhof GstNr.: .33, 87/2 Pfarrkirche hl. Vitus, Hollersbach |
| ja   | Datei hochladen | Pfarrhof HERIS-ID: 52822 Objekt-ID: 60483                                 | Hollersbach 1 Standort KG: Hollersbach  | Seit 1555 war in Hollersbach ein ständiges Vikariat eingerichtet. 1745 wurde auf den Grundfesten des alten Mesnerhauses ein neues Vikarhaus errichtet. Das wurde dann zum Pfarrhaus und auch zur Schule. | BDA-Hist.: Q38054408 Status: § 2a Stand der BDA-Liste: 2025-06-30 Name: Pfarrhof GstNr.: 83/1                                                                         |
| ja   | Datei hochladen | Bauernhaus, Klausengut HERIS-ID: 36463 Objekt-ID: 35405                   | Hollersbach 13 Standort KG: Hollersbach | Das breitgelagerte zweigeschoßige Haus stammt aus dem 16. Jahrhundert. Das Erdgeschoß besteht aus unverputztem Bruchsteinmauerwerk, der obere Teil des Hauses mit einem umlaufenden Balkon ist ein Blockbau. | BDA-Hist.: Q37969981 Status: Bescheid Stand der BDA-Liste: 2025-06-30 Name: Bauernhaus, Klausengut GstNr.: .7 Klausengut                                              |
| ja   | Datei hochladen | Friedhofskapelle HERIS-ID: 53315 Objekt-ID: 61231                         | Standort KG: Hollersbach                | Die neuromanische Friedhofskapelle wurde um 1894 erbaut. | BDA-Hist.: Q38056624 Status: § 2a Stand der BDA-Liste: 2025-06-30 Name: Friedhofskapelle GstNr.: .80 Friedhofskapelle (Hollersbach)                                   |